# 毛枝榆
毛枝榆（学名：Ulmus androssowii var. subhirsuta）是榆科榆属的变种。分布于尼泊尔、印度以及中国大陆的四川、西藏、云南等地，生长于海拔1,200米至2,800米的地区，多生长于坡地以及山谷阔叶林中，目前尚未由人工引种栽培。

## 异名
- Ulmus androssowii Litw. var. subhirsuta (Schneid.) P. H. Huang, F. Y. Gao. et L. H. Zhou
- Ulmus subhirsuta (Schneid.) H. S. Kung
- Ulmus wilsoniana Schneid.